# تفويض رد اعتداء

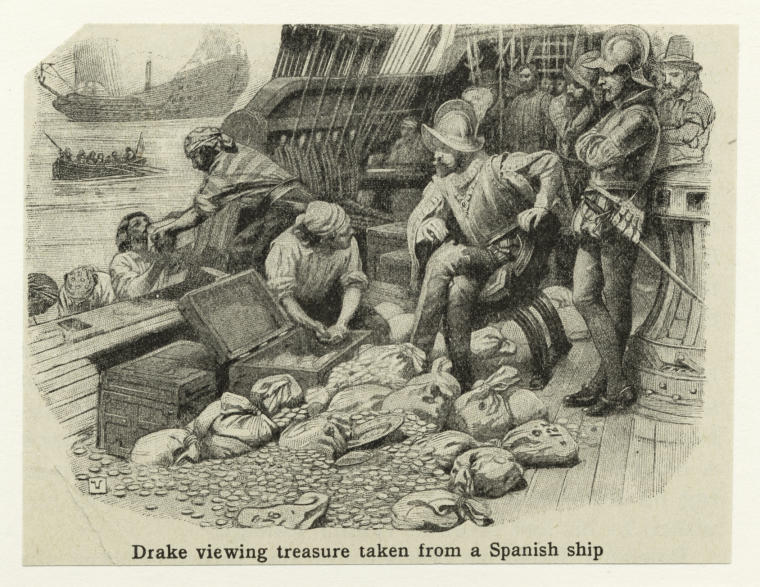

تفويض رد اعتداء (بالفرنسية: lettre de course)‏ (بالإنجليزية: letter of marque)‏ هي وثيقة كان يصدرها الملوك ورؤساء بلديات المدن الساحلية والتي بموجبها يحصل مالك السفينة على تصريح لمهاجمة سفن وسكان الدول المعادية، وبهذه الطريقة يصبح حائزها جزءًا من بحرية البلد الذي أصدر الرخصة. وهو تصريح يسمح لصاحبه بالانتقام من سفن دولة أخرى على سبيل رد الاعتداء. تم استخدامها على نطاق واسع في العصور الوسطى والعصر الحديث عندما لم تتمكن الدول من تحمل تكاليف البحرية الخاصة بها أو لمحدودية حجم أساطيلها. ومن أبرز تلك الدول: فرنسا وإنجلترا وإسبانيا.